# Yvan Perrin
Pour les articles homonymes, voir Perrin.
Yvan Perrin, né le 9 décembre 1966 à Fleurier, (originaire de Provence [VD]) est une personnalité politique suisse, membre de l'Union démocratique du centre (UDC). Il est député du canton de Neuchâtel au Conseil national de décembre 2003 à août 2013 et membre du gouvernement neuchâtelois de mai 2013 à juin 2014.

## Biographie
Yvan Perrin naît le 9 novembre 1966 à Fleurier, dans le canton de Neuchâtel. Il est originaire d'une commune vaudoise, Provence. Son père est bûcheron, sa mère horlogère à domicile. Il a un frère cadet, José, qui exerce la profession de fromager,.
Après sa scolarité et l'obtention de sa maturité gymnasiale, il fait son école de recrues. Il a le grade de caporal à l'armée. Il travaille deux ans et demi pour les garde-frontière, puis s'inscrit à l'école de police neuchâteloise le 3 janvier 1990. Il devient inspecteur de police, à la brigade des stupéfiants. Après son élection au Conseil national, il est muté en 2006 à la brigade chargée de la lutte contre la criminalité économique.
Reconverti dans le privé, il dirige (en dehors de ses fonctions politiques) la société de sécurité NSA. Au sein de cette société, cinq agents ont été mis en examen, soupçonnés d'avoir eu des relations sexuelles avec des réfugiées au centre de requérants d'asile de Perreux, à Boudry. La procédure pénale, engagée contre ces employés sera finalement classée par le Ministère public.
Il habite à la Côte-aux-Fées, dans la maison familiale, depuis son enfance.

### Parcours politique
Il siège pendant plus de neuf ans, de juin 2000 à janvier 2010, au sein du Conseil communal (exécutif) de La Côte-aux-Fées.
Le 19 octobre 2003, il est élu au Conseil national, obtenant 22 % des voix. Il y est réélu en 2007 et 2011. Il est membre de la Commission des institutions politiques (CIP), qu'il préside du 11 décembre 2009 à 4 décembre 2011, et, à partir du 3 décembre 2007, de la Commission de la politique de sécurité (CPS).
Il est également président-fondateur de la section neuchâteloise de l'UDC et vice-président national de ce parti de mars 2006 à mai 2012.
Le 19 mai 2013, il est élu au Conseil d'État du canton de Neuchâtel et hérite du département du développement territorial, où il succède à Claude Nicati. Son siège au Conseil national est repris par Raymond Clottu.
En juin 2014, il démissionne. Incapable de tenir ses fonctions pour des raisons de santé, il renonce et reçoit les messages de sympathie de ses collègues du gouvernement qui reconnaissent en lui un homme loyal et collégial.
Le 20 octobre 2019, il annonce sa démission du poste de vice-président de l'UDC neuchâteloise et son retrait de la vie politique[réf. nécessaire].
Le 8 juin 2021, il est nommé secrétaire général de l'UDC Genève. Il est chargé à ce titre de préparer les élections fédérales de 2023.

## Publications
- Élection de Guy Parmelin sous-titré L'autre lecture, Attinger SA, 2016.

## Presse
- "Suisse un homme atteint de troubles psychiques devient ministre" - Le Point.fr
- "Yvan Perrin candidat chancelant au conseil d'etat" - l'Hebdo
- "Son parti le surveille" - Le Matin